# دولت‌های جنگ‌طلب
دولت‌های جنگ‌طلب (انگلیسی: The Warring States) یک فیلم به کارگردانی چن جین است که در سال ۲۰۱۱ منتشر شد. داستان فیلم در دوره ایالت‌های جنگ‌طلب اتفاق می‌افتد و بر اساس تاریخ واقعی است. ماجرای فیلم بر رقابت بین ژنرال‌های نظامی پانگ خوان و سان بین، که هر دو شاگرد گویگوزی بودند تمرکز دارد.